# New Rumley (Ohio)
New Rumley és un llogaret de la municipalitat de Rumley, al Comtat de Harrison, Ohio. És famós per ser el lloc on va néixer el general George Armstrong Custer.

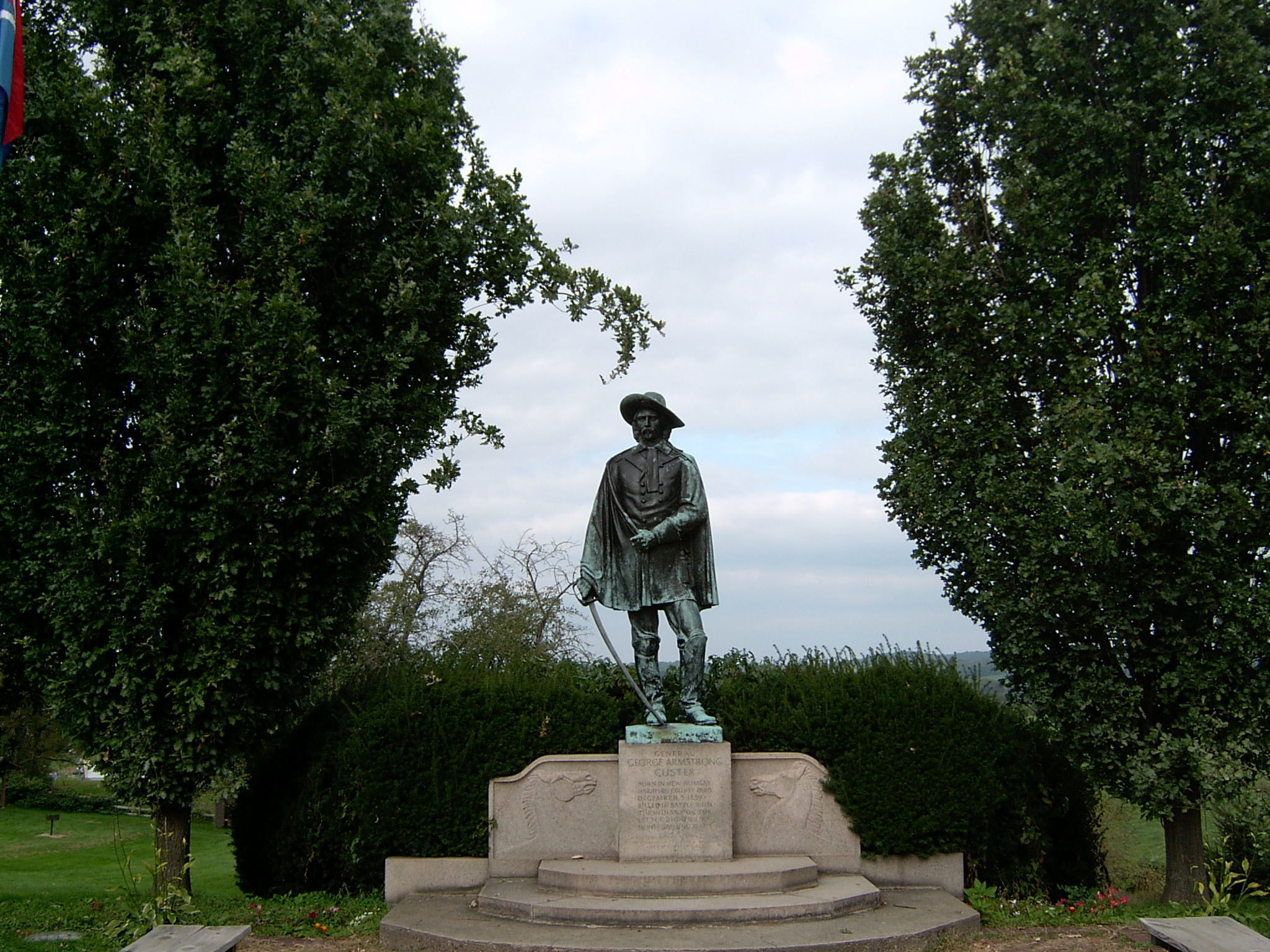
Custer Memorial a New Rumley

El Custer Memorial es troba al llarg de la Carretera Estatal 646, a la banda dreta de Rumley. El memorial, que consisteix en una estàtua i un pavelló d'exposicions amb informació sobre la seva vida, es troba just al lloc on va néixer, del qual actualment només en queden els fonaments. El memorial és mantingut per la Societat Històrica d'Ohio.
Tot i no estar incorporada, la comunitat disposa d'una oficina de correus amb codi postal (43984). Està situada a la vora de Scio i Jewett.